# Engoulevent à traîne
Macropsalis forcipata
Genre
Espèce
Synonymes
- Caprimulgus forcipatus Nitzsch, 1840
(protonyme)
- Hydropsalis creagra Bonaparte, 1850
- Macropsalis creagra (Bonaparte, 1850)

Statut de conservation UICN

 LC  : Préoccupation mineure
L'Engoulevent à traîne (Macropsalis forcipata), unique représentant du genre Macropsalis, est une espèce d'oiseaux de la famille des Caprimulgidae.

## Répartition
Cet oiseau vit dans le sud-est du Brésil et la Selva Misionera (Argentine).